# 히포코온
히포코온(Hippocoon)는 그리스 신화에 나오는 스파르타 왕 오이발로스와 물의 님프 바티아 사이에서 태어난 아들이다. 페넬로페의 아버지인 이카리오스의 형제이며 틴다레오스와는 배다른 형제이다. 아버지 오이발로스가 죽은 뒤에 이카리오스와 틴다레오스를 몰아내고 스파르타의 왕위를 차지하였다. 한편 헤라의 저주를 받은 헤라클레스는 이따금 발작하여 살인을 저질렀는데, 오이칼리아 왕 에우리토스의 아들 이피토스를 죽인 뒤 필로스 왕 넬레우스에게 가서 그 죄를 씻고자 하였으나, 에우리토스의 친구인 넬레우스는 이를 거절하였다.